# Zdanowice
Zdanowice – wieś w Polsce położona w województwie świętokrzyskim, w powiecie jędrzejowskim, w gminie Nagłowice. Leży przy drodze krajowej nr 78. Leży pomiędzy miastem Jędrzejów, a Nagłowice.
| SIMC    | Nazwa              | Rodzaj    |
| ------- | ------------------ | --------- |
| 0255148 | Choinki Zdanowskie | część wsi |
| 0255154 | Łopata             | część wsi |
| 0255160 | Okupniki           | część wsi |
| 0255177 | Stara Wieś         | część wsi |

W latach 1975–1998 miejscowość administracyjnie należała do województwa kieleckiego. 